# Gimnasia en los Juegos Panamericanos

Gimnasia

La prueba de Gimnasia Artística fue admitida en los Juegos Panamericanos desde su primera edición, celebrada en Buenos Aires, Argentina, en el año 1951. Por su parte, las pruebas de Gimnasia Rítmica y Trampolín se incluyeron en las ediciones de 1987 (Indianápolis, Estados Unidos), y 2007 (Río de Janeiro, Brasil), respectivamente. Los eventos que se realizan en la prueba de gimnasia son llevados a cabo según la sede. Cada una de las anteriores modalidades cuenta con un reglamento especial y diversas características que permiten diferenciar cada tipo de gimnasia.

## Ediciones
| Año  | Juego | Sede             | País                               | Eventos (Hombre / Mujer) | Ganador del Medallero     | Segundo lugar en el Medallero | Tercer lugar en el Medallero |
| ---- | ----- | ---------------- | ---------------------------------- | ------------------------ | ------------------------- | ----------------------------- | ---------------------------- |
| 1951 | I     | Buenos Aires     | Bandera de Argentina               | 8 / 0                    | Bandera de Cuba           | Bandera de Argentina          | Bandera de Estados Unidos    |
| 1955 | II    | Ciudad de México | Bandera de México                  | 12 / 0                   | Bandera de Estados Unidos | Bandera de México             | Bandera de Cuba              |
| 1959 | III   | Chicago          | Bandera de Estados Unidos          | 12 / 6                   | Bandera de Estados Unidos | Bandera de Canadá             | Bandera de México            |
| 1963 | IV    | São Paulo        | Bandera de Brasil                  | 8 / 6                    | Bandera de Estados Unidos | Bandera de Canadá             | Bandera de Cuba              |
| 1967 | V     | Winnipeg         | Bandera de Canadá                  | 8 / 6                    | Bandera de Estados Unidos | Bandera de Cuba               | Bandera de México            |
| 1971 | VI    | Cali             | Bandera de Colombia                | 8 / 6                    | Bandera de Estados Unidos | Bandera de Cuba               | Bandera de Canadá            |
| 1975 | VII   | Ciudad de México | Bandera de México                  | 8 / 6                    | Bandera de Estados Unidos | Bandera de Cuba               | Bandera de México            |
| 1979 | VIII  | San Juan         | Bandera de Puerto Rico             | 8 / 6                    | Bandera de Cuba           | Bandera de Canadá             | Bandera de Estados Unidos    |
| 1983 | IX    | Caracas          | Bandera de Venezuela               | 8 / 6                    | Bandera de Cuba           | Bandera de Estados Unidos     | Bandera de Venezuela         |
| 1987 | X     | Indianapolis     | Bandera de Estados Unidos          | 8 / 11                   | Bandera de Estados Unidos | Bandera de Cuba               | Bandera de Canadá            |
| 1991 | XI    | Havana           | Bandera de Cuba                    | 8 / 13                   | Bandera de Cuba           | Bandera de Estados Unidos     | Bandera de Canadá            |
| 1995 | XII   | Mar del Plata    | Bandera de Argentina               | 8 / 13                   | Bandera de Estados Unidos | Bandera de Cuba               | Bandera de Argentina         |
| 1999 | XIII  | Winnipeg         | Bandera de Canadá                  | 8 / 8                    | Bandera de Cuba           | Bandera de Canadá             | Bandera de Estados Unidos    |
| 2003 | XIV   | Santo Domingo    | Bandera de la República Dominicana | 8 / 14                   | Bandera de Estados Unidos | Bandera de Cuba               | Bandera de Brasil            |
| 2007 | XV    | Rio de Janeiro   | Bandera de Brasil                  | 9 / 15                   | Bandera de Estados Unidos | Bandera de Brasil             | Bandera de Canadá            |
| 2011 | XVI   | Guadalajara      | Bandera de México                  | 9 / 15                   | Bandera de Estados Unidos | Bandera de Brasil             | Bandera de México            |
| 2015 | XVII  | Toronto          | Bandera de Canadá                  | 9 / 15                   | Bandera de Estados Unidos | Bandera de Canadá             | Bandera de Brasil            |
| 2019 | XVIII | Lima             | Bandera de Perú                    | 9 / 15                   | Bandera de Estados Unidos | Bandera de Brasil             | Bandera de Canadá            |

## Gimnasia artística

### Hombres Artístico

#### Eventos
| General individualPiso Caballo con arcos Anillas | - Salto - Barras paralelas - Barras horizontales - Competencia por equipos |

#### Medallero
Actualizado Lima 2019
| Núm. | País                 | Oro | Plata | Bronce | Total |
| ---- | -------------------- | --- | ----- | ------ | ----- |
| 1    | Cuba                 | 62  | 42    | 29     | 133   |
| 2    | Estados Unidos       | 57  | 62    | 58     | 177   |
| 3    | Brasil               | 11  | 10    | 7      | 28    |
| 4    | México               | 7   | 5     | 11     | 23    |
| 5    | Canadá               | 5   | 13    | 19     | 37    |
| 6    | Colombia             | 4   | 8     | 2      | 20    |
| 7    | Argentina            | 4   | 3     | 11     | 18    |
| 8    | Venezuela            | 4   | 3     | 3      | 10    |
| 9    | Puerto Rico          | 3   | 4     | 9      | 16    |
| 10   | Chile                | 1   | 3     | 2      | 6     |
| 11   | Guatemala            | 1   | 1     | 0      | 2     |
| 12   | República Dominicana | 1   | 0     | 0      | 1     |
| 13   | Perú                 | 0   | 0     | 1      | 1     |

### Mujeres artístico

#### Eventos
| - General individual - Salto - Barras asimétricas | - Viga de equilibrio - Piso - Competencia por equipos |

#### Medallero
Actualizado Lima 2019
| Núm. | País                 | Oro | Plata | Bronce | Total |
| ---- | -------------------- | --- | ----- | ------ | ----- |
| 1    | Estados Unidos       | 66  | 50    | 36     | 152   |
| 2    | Canadá               | 19  | 19    | 19     | 57    |
| 3    | Cuba                 | 8   | 17    | 18     | 43    |
| 4    | Brasil               | 3   | 4     | 18     | 25    |
| 5    | México               | 1   | 2     | 5      | 8     |
| 6    | Guatemala            | 1   | 1     | 2      | 4     |
| 7    | Argentina            | 0   | 1     | 3      | 4     |
| 8    | Venezuela            | 0   | 1     | 1      | 2     |
| 9    | República Dominicana | 0   | 1     | 0      | 1     |
| 10   | Colombia             | 0   | 0     | 1      | 1     |

### Medallero ambas ramas
| Núm. | País                 | Oro | Plata | Bronce | Total |
| ---- | -------------------- | --- | ----- | ------ | ----- |
| 1    | Estados Unidos       | 123 | 112   | 94     | 329   |
| 2    | Cuba                 | 70  | 59    | 97     | 176   |
| 3    | Canadá               | 23  | 32    | 34     | 94    |
| 4    | Brasil               | 14  | 14    | 25     | 53    |
| 5    | México               | 8   | 7     | 16     | 31    |
| 6    | Colombia             | 4   | 8     | 9      | 21    |
| 7    | Argentina            | 4   | 4     | 14     | 22    |
| 8    | Venezuela            | 4   | 4     | 4      | 12    |
| 9    | Puerto Rico          | 3   | 4     | 9      | 16    |
| 10   | Guatemala            | 2   | 2     | 2      | 6     |
| 11   | Chile                | 1   | 3     | 2      | 6     |
| 12   | República Dominicana | 1   | 1     | 0      | 2     |
| 13   | Perú                 | 0   | 0     | 1      | 1     |

## Gimnasia rítmica

### Eventos
| AroPelota Mazas Cinta Cuerda | - General individual (Individual All-Round) - Grupo 5 aros - Grupo 3 pelotas 2 cintas - Grupo general (Group All-Round) |

### Medallero
Actualizado Lima 2019
| Núm. | País           | Oro | Plata | Bronce | Total |
| ---- | -------------- | --- | ----- | ------ | ----- |
| 1    | Estados Unidos | 25  | 24    | 14     | 63    |
| 2    | Brasil         | 13  | 4     | 11     | 28    |
| 3    | Cuba           | 12  | 12    | 7      | 31    |
| 4    | Canadá         | 6   | 14    | 19     | 39    |
| 5    | México         | 4   | 6     | 8      | 18    |
| 6    | Argentina      | 1   | 1     | 5      | 7     |

## Gimnasia de trampolín

### Eventos
- Masculino.
- Femenino.

### Medallero
Actualizado Lima 2019
| Núm. | País           | Oro | Plata | Bronce | Total |
| ---- | -------------- | --- | ----- | ------ | ----- |
| 1    | Canadá         | 7   | 2     | 1      | 10    |
| 2    | Estados Unidos | 1   | 4     | 3      | 8     |
| 3    | México         | 0   | 1     | 2      | 3     |
| 4    | Brasil         | 0   | 1     | 1      | 2     |
| 5    | Colombia       | 0   | 0     | 1      | 1     |

## Medallero combinado (todas las disciplinas)
Actualizado Lima 2019
| Núm. | País                       | Oro | Plata | Bronce | Total |
| ---- | -------------------------- | --- | ----- | ------ | ----- |
| 1    | Estados Unidos (USA)       | 149 | 140   | 111    | 400   |
| 2    | Cuba (CUB)                 | 82  | 71    | 104    | 204   |
| 3    | Canadá (CAN)               | 37  | 48    | 58     | 143   |
| 4    | Brasil (BRA)               | 27  | 19    | 37     | 83    |
| 5    | México (MEX)               | 12  | 14    | 26     | 52    |
| 6    | Argentina (ARG)            | 5   | 5     | 19     | 29    |
| 7    | Colombia (COL)             | 4   | 8     | 10     | 22    |
| 8    | Venezuela (VEN)            | 4   | 4     | 4      | 12    |
| 9    | Puerto Rico (PUR)          | 3   | 4     | 9      | 16    |
| 10   | Guatemala (GUA)            | 2   | 2     | 2      | 6     |
| 11   | Chile (CHI)                | 1   | 3     | 2      | 6     |
| 12   | República Dominicana (DOM) | 1   | 1     | 0      | 2     |
| 13   | Perú (PER)                 | 0   | 0     | 1      | 1     |